# GALE
GALE (англ. UDP-galactose-4-epimerase) – білок, який кодується однойменним геном, розташованим у людей на 1-й хромосомі. Довжина поліпептидного ланцюга білка становить 348 амінокислот, а молекулярна маса — 38 282.
| 10         |  | 20         |  | 30         |  | 40         |  | 50         |
| ---------- |  | ---------- |  | ---------- |  | ---------- |  | ---------- |
| MAEKVLVTGG |  | AGYIGSHTVL |  | ELLEAGYLPV |  | VIDNFHNAFR |  | GGGSLPESLR |
| RVQELTGRSV |  | EFEEMDILDQ |  | GALQRLFKKY |  | SFMAVIHFAG |  | LKAVGESVQK |
| PLDYYRVNLT |  | GTIQLLEIMK |  | AHGVKNLVFS |  | SSATVYGNPQ |  | YLPLDEAHPT |
| GGCTNPYGKS |  | KFFIEEMIRD |  | LCQADKTWNA |  | VLLRYFNPTG |  | AHASGCIGED |
| PQGIPNNLMP |  | YVSQVAIGRR |  | EALNVFGNDY |  | DTEDGTGVRD |  | YIHVVDLAKG |
| HIAALRKLKE |  | QCGCRIYNLG |  | TGTGYSVLQM |  | VQAMEKASGK |  | KIPYKVVARR |
| EGDVAACYAN |  | PSLAQEELGW |  | TAALGLDRMC |  | EDLWRWQKQN |  | PSGFGTQA   |

A: Аланін

C: Цистеїн

D: Аспарагінова кислота

E: Глутамінова кислота

F: Фенілаланін

G: Гліцин

H: Гістидин

I: Ізолейцин

K: Лізин

L: Лейцин

M: Метіонін

N: Аспарагін

P: Пролін

Q: Глутамін

R: Аргінін

S: Серин

T: Треонін

V: Валін

W: Триптофан

Кодований геном білок за функцією належить до ізомераз. 
Задіяний у таких біологічних процесах, як вуглеводний обмін, альтернативний сплайсинг. 
Білок має сайт для зв'язування з НАД. 